# Talalaii, Pohrebîșce
Talalaii (în ucraineană Талалаї) este un sat în comuna Stanîlivka din raionul Pohrebîșce, regiunea Vinnița, Ucraina.

## Demografie
Componența lingvistică a localității Talalaii
     Ucraineană (99,57%)
     Alte limbi (0,43%)
Conform recensământului din 2001, majoritatea populației localității Talalaii era vorbitoare de ucraineană (99,57%), existând în minoritate și vorbitori de alte limbi.